# Jeuk-Station
Jeuk-Station, Jeuk-Roost of Jeuk-Rosoux is een gehucht ten zuiden van Jeuk, welke, aan de Waalse zijde van de taalgrens, doorloopt in Roost (Rosoux) als Rosoux-Gare of Roost-Station.
Het gehucht is in de eerste helft van de 20e eeuw ontstaan in de buurt van het Station Jeuk-Rosoux. Dit station werd opgeheven voor reizigersvervoer in 1984.
De aanwezigheid van het station zorgde voor een zekere concentratie van bedrijvigheid ter plaatse. Het betrof een grote wasserij, een drankencentrale, enkele opslagloodsen en een hoge silo (Zullac-toren) voor landbouwproducten. Er zijn plannen om de agrarische bedrijvigheid, met name opslagloodsen, binnen de gemeente Gingelom op deze plaats te concentreren.

## Nabijgelegen kernen
Bettenhoven, Borlo, Corswarem, Jeuk, Klein-Jeuk, Roost
Deelgemeenten: Boekhout · Borlo · Buvingen · Gingelom · Jeuk · Kortijs · Mielen-boven-Aalst · Montenaken · Muizen · Niel-bij-Sint-Truiden · Vorsen

Gehuchten: Hasselbroek · Heiselt · Hundelingen · Jeuk-Station · Klein-Jeuk · Klein-Vorsen

Belgische gemeenten · Arrondissement Hasselt · Limburg · Vlaanderen
Deelgemeenten: Berloz · Corswarem · Roost-Krenwik

Overige dorpen en gehuchten: Hasselbroek · Krenwik · Roost · Jeuk-Station

Belgische gemeenten · arrondissement Borgworm · provincie Luik · Wallonië